# Xiong Shuang
Xiong Shuang (chinois : 熊霜,(??? - 822 av. J.C) est le douzième Vicomte de Chu. Il règne entre l'an 827 et l'an 822 av. J.C, au début de la période de la dynastie Zhou (1046–256 av. J.C). 
Xiong Shuang succède à son père Xiong Yan lorsque ce dernier décède en l'an 828  av. J.C. Cependant, Shuang n'est pas fils unique, car il a trois frères cadets : Xiong Xue (chinois : 熊雪), Xiong Kan (chinois : 熊堪) et Xiong Xun (chinois : 熊徇). Lorsqu'il meurt en 822, ses frères entrent en conflit pour s'emparer du trône. C'est finalement Xiong Xun, le plus jeune des trois frères, qui s'empare du pouvoir; tandis que Xiong Xue est tué et que Xiong Kan s'enfuit dans l'état de Pu (chinois : 濮).